# Sternopriscus weckwerthi
Sternopriscus weckwerthi är en skalbaggsart som beskrevs av Lars Hendrich och Watts 2004. Sternopriscus weckwerthi ingår i släktet Sternopriscus och familjen dykare. Inga underarter finns listade i Catalogue of Life.